# سیارک ۱۶۶۷۴
سیارک ۱۶۶۷۴ (به انگلیسی: 16674 Birkeland، نامگذاری:1994BK3)۱۶۶۷۴مین سیارک کشف شده‌است که در ۱۶ ژانویه ۱۹۹۴ کشف شد.